# 4030 Архенголд
4030 Архенголд (1984 EO1, 1970 SO, 1980 DP2, 1980 ET, 4030 Archenhold) — астероїд головного поясу, відкритий 2 березня 1984 року.
Тіссеранів параметр щодо Юпітера — 3,475.